# Journeys to Glory
Journeys to Glory är det första studioalbumet av Spandau Ballet, utgivet i mars 1981. Det innehåller bland annat hitlåten To Cut a Long Story Short och återutgavs i en utökad 2 CD-utgåva 2010.

## Låtförteckning
1. To Cut a Long Story Short - 3:20
2. Reformation - 4:54
3. Mandolin - 4:07
4. Musclebound - 5:06
5. Age of Blows - 4:09
6. The Freeze - 4:35
7. Confused - 4:38
8. Toys - 5:48

2010 Special Edition:
CD 1
1. To Cut a Long Story Short
2. Reformation
3. Mandolin
4. Musclebound
5. Age of Blows
6. The Freeze
7. Confused
8. Toys
9. The Freeze (7" Version)
10. Musclebound (7" Version)
11. Glow (7" Version)

CD 2
1. To Cut A Long Story Short (12" Version)
2. The Freeze (Special Mix)
3. Glow (12" Version)
4. The Freeze (12" Version)
5. The Freeze (BBC Session)
6. Mandolin (BBC Session)
7. Musclebound (BBC Session)
8. Glow (BBC Session)

Alla låtar komponerade av Gary Kemp.

## Medverkande
- John Keeble - trummor
- Martin Kemp - basgitarr
- Steve Norman - gitarr
- Gary Kemp - gitarr, keyboards
- Tony Hadley - sång, keyboards